# فلمینگ پدرسن
فلمینگ پدرسن (دانمارکی: Flemming Pedersen؛ زادهٔ ۲ سپتامبر ۱۹۴۷) بازیکن فوتبال اهل دانمارک بود.
وی همچنین در تیم‌های ملی فوتبال زیر ۲۱ سال دانمارک و دانمارک بازی کرده‌است.